# Direct Line
Direct Line è una compagnia di assicurazione diretta. Nasce nel Regno Unito nel 1985, affacciandosi al mercato assicurativo attraverso il sistema di vendita polizze auto via telefono. Nel 1988 amplia il proprio settore di interesse proponendo anche polizze per la casa. La prima filiale estera viene aperta nel 1995 in Spagna. Nel 2001 Direct Line sbarca in Germania e nel 2002 incomincia a operare anche in Italia. 
Nel 2015 Mapfre, compagnia di assicurazione globale presente in 46 Paesi nel mondo, acquisisce la divisione International di Direct Line di Italia e Germania; modificandone, dal marzo 2018, il nome in Verti